# Caleb Wiley
Caleb Ryan Wiley (ur. 22 grudnia 2004 w Atlancie) – amerykański piłkarz grający na pozycji lewego obrońcy w angielskim klubie Watford oraz reprezentacji Stanów Zjednoczonych. Uczestnik Letnich Igrzysk Olimpijskich 2024 w Paryżu.